# Maizhokunggar
Maizhokunggar (en tibetano, མལ་གྲོ་གུང་དཀར་རྫོང་།; wylie, mal gro gung dkar rdzong; literalmente, ‘"el suelo blanco en el medio donde vive el rey dragón de color negro’; en chino, 墨竹工卡县; pinyin, Mòzhúgōngkǎ xiàn) es un condado bajo la administración directa de la Prefectura Lhasa en la Región autónoma del Tíbet, República Popular China. Su área es 5494 km² y su población total para 2010 superó los 40 mil habitantes.

## Administración
El condado se Maizhokunggar de divide en 8 pueblos que se administran en 1 poblado y 7 villas.